# 陇海铁路
陇海铁路，即陇海线。是中国一条从江苏连云港通往甘肃兰州的铁路干线，于1905年起动工，经过40余年的分段建设，至1952年全线建成，目前全长1,759公里，为I级双线电气化线路。陇海铁路是贯穿中国东、中、西部最主要的铁路干线，也是从太平洋边的中国连云港至大西洋边的荷兰鹿特丹的新亚欧大陆桥的重要组成部分。

## 名称
“陇海铁路”此名称的来由较为特殊。秦始皇统一中国后，将现时甘肃境内的东南地区划分为北地郡和陇西郡，直到元代才新设称为“甘肃”的行中书省，所以甘肃省自古简称为“陇”。“海”实际上代表“海州”，即清代的江苏省海州直隶州（今连云港市）。连云港市于1961年得名，1950年至1961年称为“新海连市”。由于铁路东到海州，西到兰州，所以称为陇海铁路。

## 历史

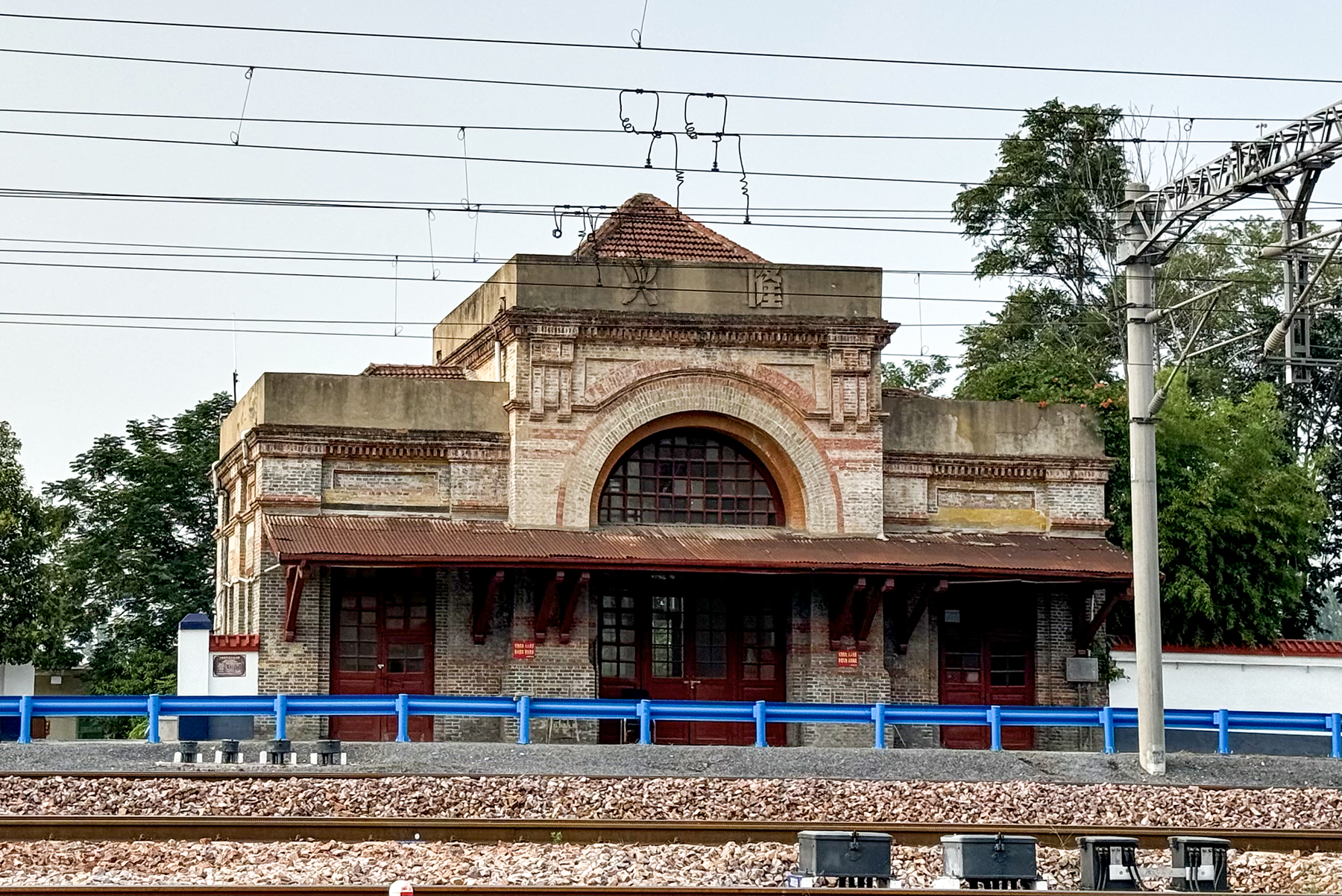
陇海线汴徐段兴隆庄站建于1915年的老站房，由比利时公司建造。该站是目前陇海线上唯一一座保存完整的历史车站

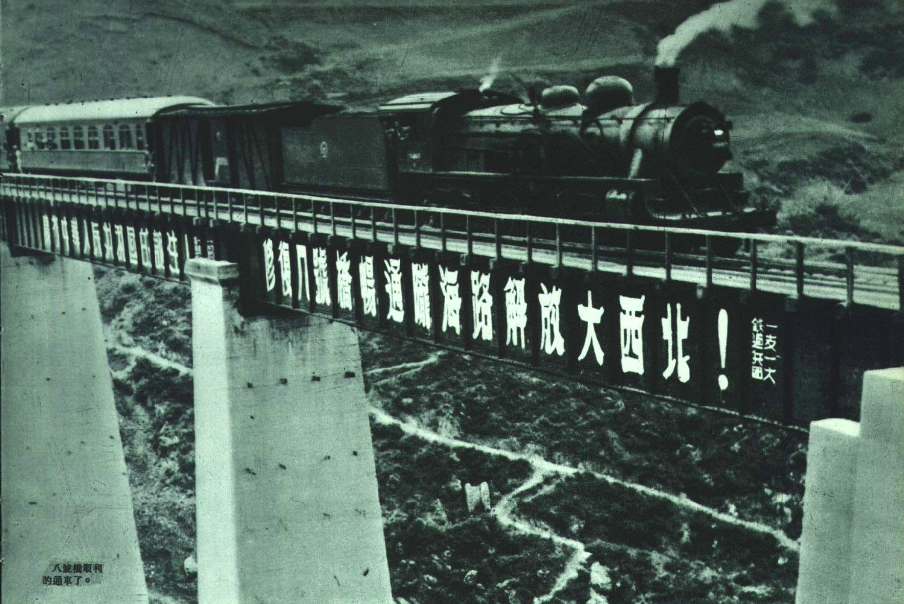
1950年铁道兵修复陇海路八号桥

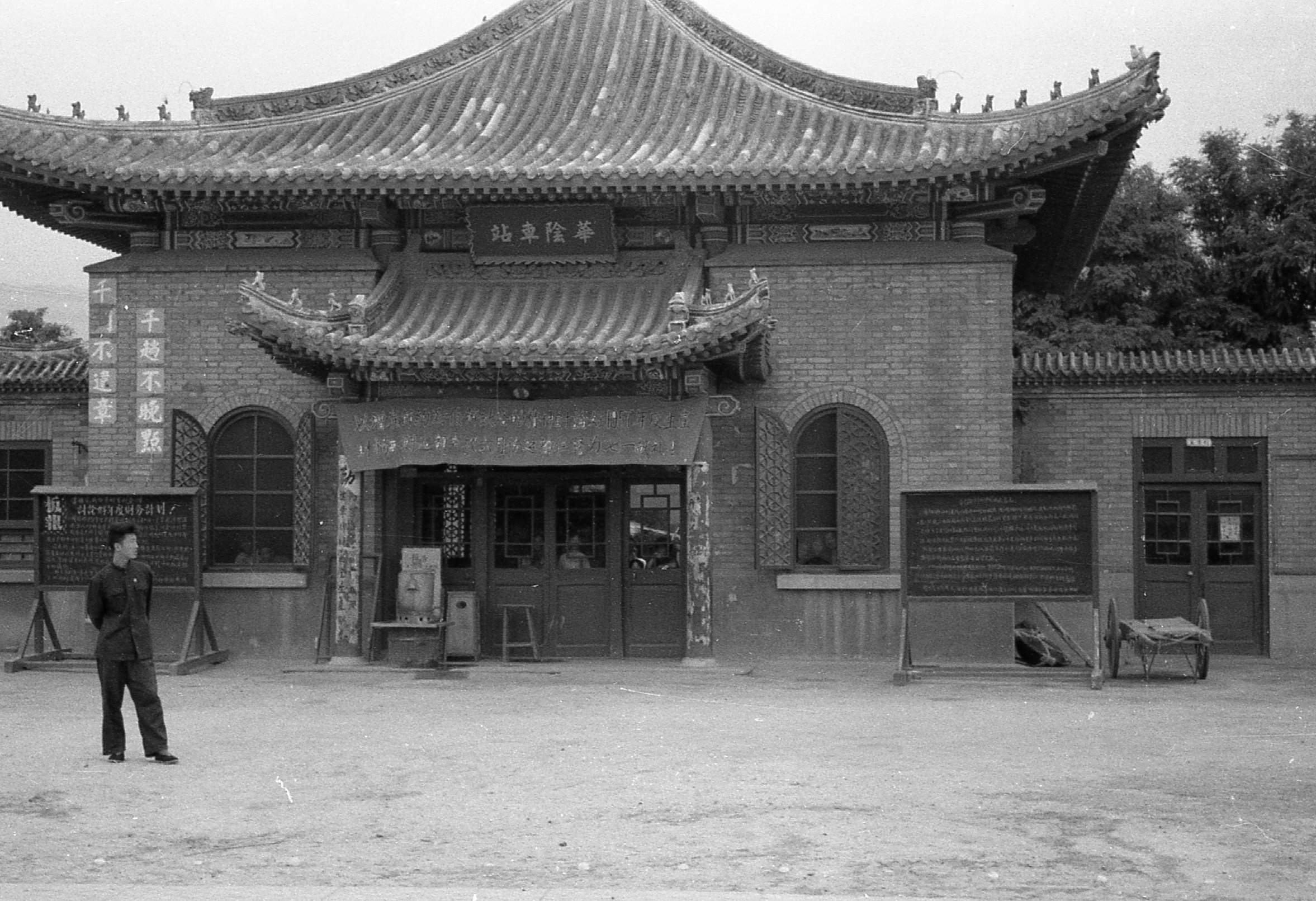
陇海老线华阴段的华阴车站（1959年）

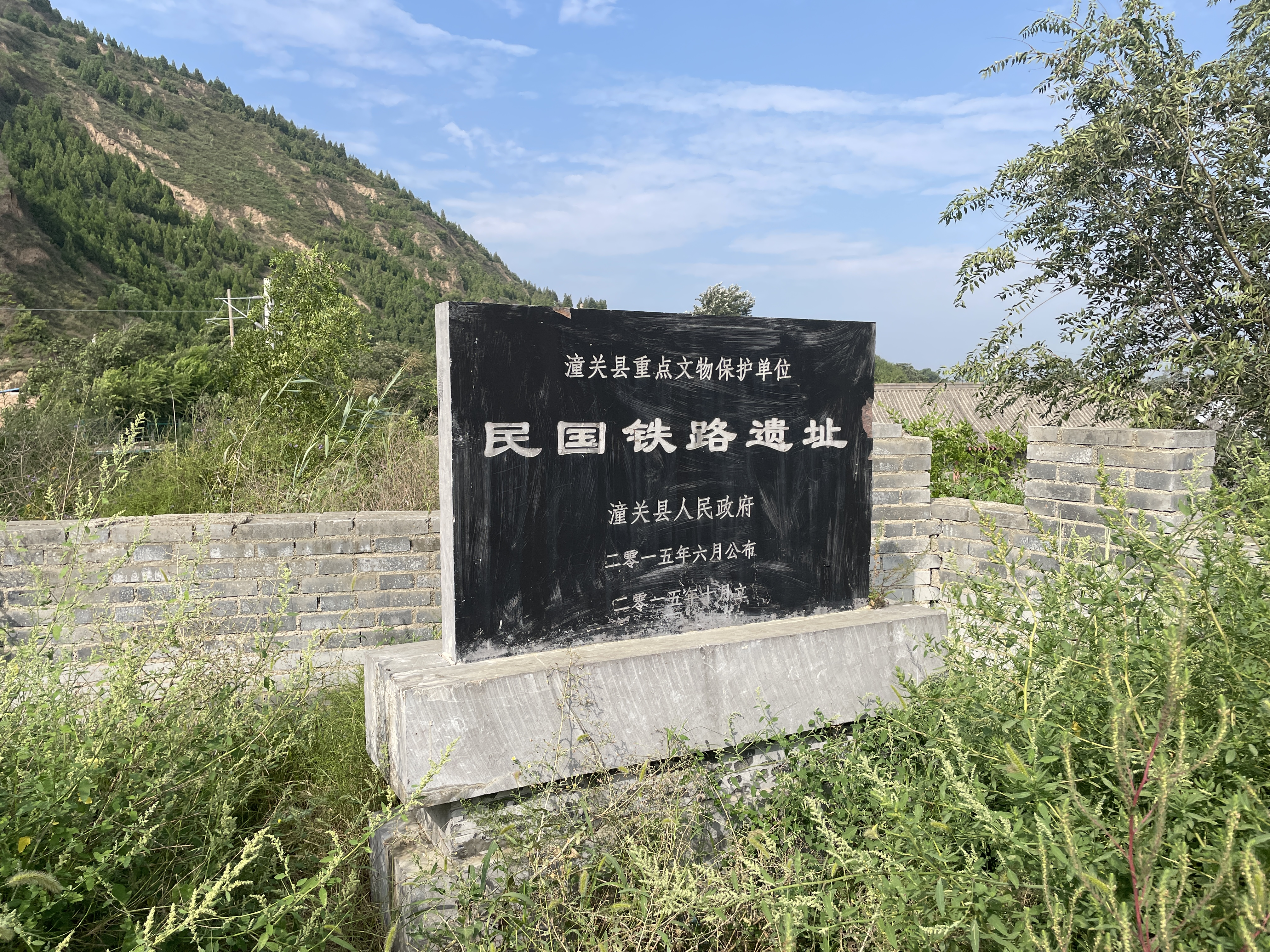
潼关县陇海铁路旧址

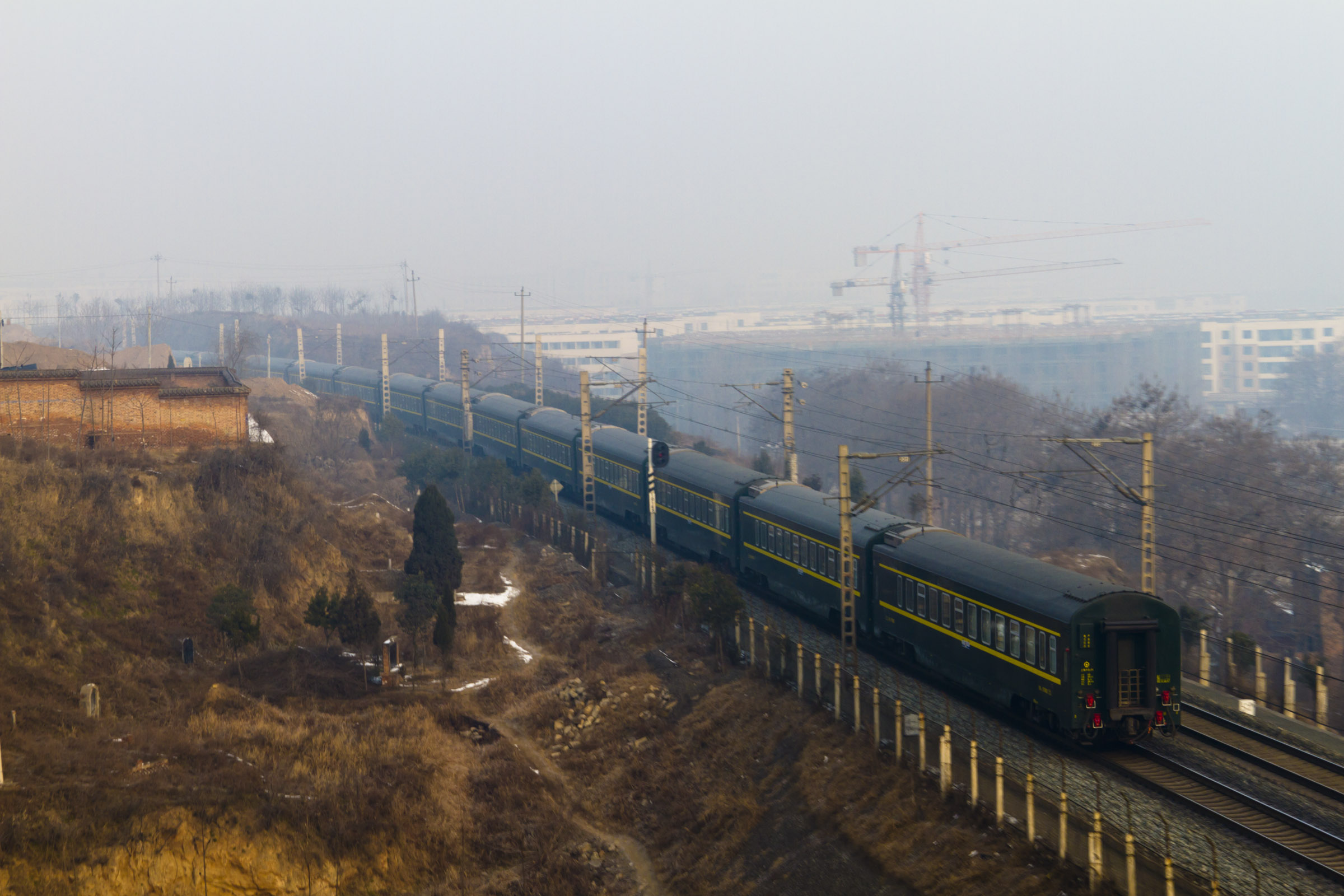
渭南市一段

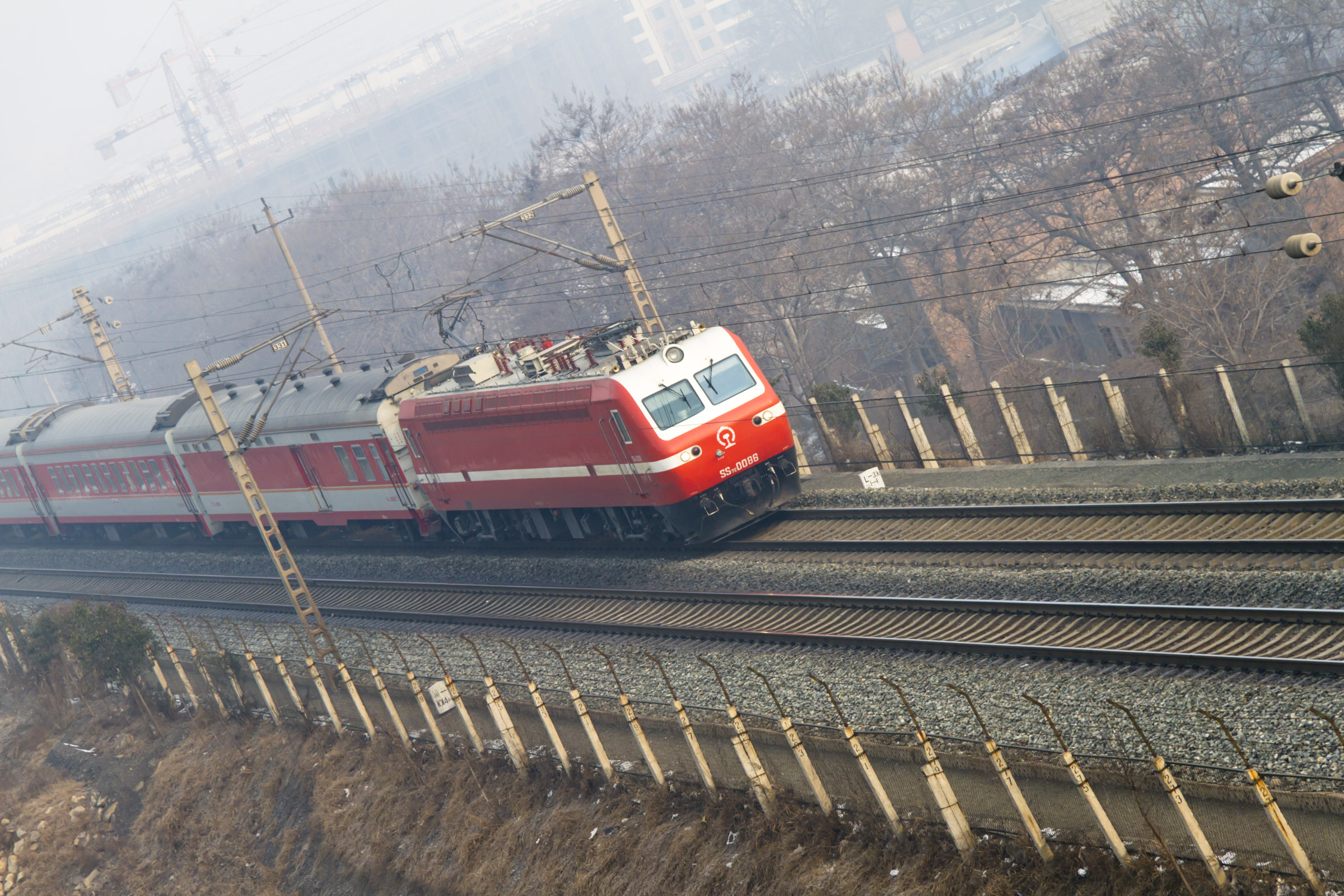
隴海鐵路上的韶山7E型電力機車

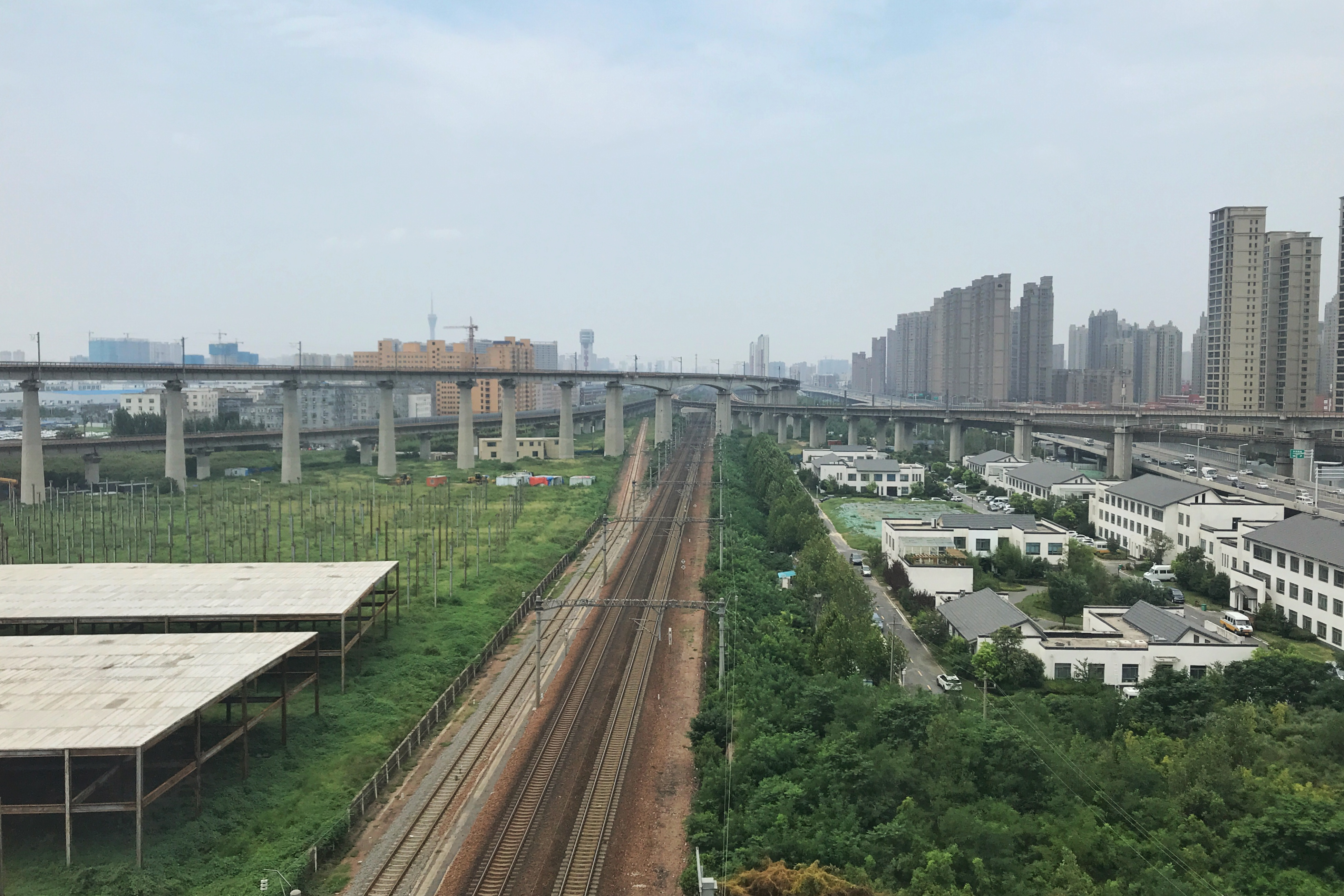
郑州市境内

### 分段修筑
汴洛铁路1895年开始勘测。1899年11月，清政府中国铁路总公司督办铁路大臣盛宣怀以“预筹干路还款、保全支路”，呈请清政府批准中国铁路总公司筹款建造汴洛铁路。1903年11月，中国铁路总公司督办大臣盛宣怀代表清政府与比利时电车铁路合股公司代理人卢法尔在上海签订了《汴洛铁路借款合同》和《汴洛铁路行车合同》，以汴洛铁路将来的运营进款和整条线路的资产作为担保承借款项2500万法郎（实际上按9折付给2250万法郎）取得了承办汴洛铁路的权益和把该线接展到西安的承办借款优先权。汴洛铁路公司1904年4月(清光绪二十九年三月)成立。1905年6月起从芦汉铁路郑县车站起，分别向东西两个方向施工。东至开封（汴），西到洛阳，1907年又增借 1600万法郎。1909年12月竣工，1909年1月1日通车，全长183.8公里，有10米以上的钢梁桥37座83孔，以黑石关桥为最长，达333米；洛阳的瀍河桥长55.3米，是当时汴洛铁路在洛阳境内唯一的钢梁桥。此后，政府与公司订立陇海铁路借款合同，本路即包含于内，收归国有。1906年，陕甘官绅王诚羲等人呈请清政府商部修筑陕甘铁路（又名潼兰铁路），当时提出的走向为西安-咸阳-礼泉-乾州-永寿-泾川-平凉-安国镇-安定（定西）-称钩驿-甘草店-金崖-兰州。陇海铁路总公所1913年踏勘时，提出南北两个方案，其中北线即1906年王诚羲提出的走向，因需穿越六盘山，工程困难；南线则为西安-宝鸡-天水-陇西-安定-兰州，除渭河峡谷工程量较大外，其余路段工程较易实施，故最终采用南线方案。:15
1907年9月清政府同意河南自行筹办修建洛潼铁路（洛阳至潼关），全长237.21公里。商办洛潼铁路公司正式宣告成立，打破了比利时向西延伸汴洛铁路的企图。1910年8月开工建设。1912年完成洛阳至铁门段的线路及铁门至渑池段的路基工程后停工。1913年初，洛潼铁路被正式并入陇海铁路干线，划归陇海铁路总公司管理。1913年4月，袁世凯政府宣布把洛潼铁路收归国有。
1912年，北洋政府财政总长周学熙、交通总长朱启钤与比利时白耳义铁路电车公司代表陶普施，在北京签订延伸汴洛铁路开封至徐州段借款1000万英镑；还签订了《陇秦豫海铁路借款合同》，将原商办潼西铁路并入陇海铁路。1912年11月2日，交通部督办施肇曾与法国、比利时签订筑路和管理合同。1912年11月20日起，汴徐铁路开始现场选线勘测。1913年3月起，汴徐铁路分别以徐州、开封为东西端点，同时相向施工。1915年5月全线建成，1916年1月正式投入运营。 
东段1925年到海州，1934年到连云港。陕县至西安段1924年开工，在1927年通到灵宝。灵潼（潼关）段长72公里，将比利时退还庚款的剩余部分作为借款修建，1930年11月开工，1931年12月通车到潼关东门外，随着1932年8月潼关穿城的17号隧道完工而贯通。
1931年初，国民政府财政部部长宋子文到陕西考察经济。陕西省政府主席杨虎城主动找其商榷修筑陕西境内铁路的资金事宜，宋子文回南京后，路款落实到位。1931年4月，中华民国铁道部决定成立陇海铁路潼西工程局，修建潼西铁路。工程预算为1514.2万元(银元)，中华民国铁道部拨款229万元，陇海、平汉、北宁、京浦、正太各铁路局拨款140万元，中国、交通、盐业、金城、中南等银行借款450万元，由铁道部拨借50万英镑作为向外国购料、购设备之用。1932年1月21日，杨虎城主持陕西省政府政务会通过决定由省财政厅拨款资助铁路工程尽快动工。1934年4月15日开始由潼关向西安修建。7月1日铁路通车到了渭南。1934年12月27日通车西安。1935年2月西潼铁路全段修通，全长132公里。在西安举行了通车典礼。
1931年5月，国民政府铁道部在郑州设立陇海铁路潼（关）西（安）段工程局，凌鸿勋任局长兼总工程师，负责铁路勘测工作。 潼西段长131公里，1932年8月开工，1934年12月竣工。
从西安向西展筑有北南两线，北线即自西安沿西兰公路经乾县、彬县进入甘肃省境，然后沿泾川、平凉至兰州；南线自咸阳经宝鸡、天水、定西至兰州。凌鸿勋向铁道部建议，先按南线方案修到宝鸡，将来向西可经天水至兰州，向南可从天水川至成都。铁道部批准先修西宝（西安一宝鸡）段。西宝（宝鸡）段长173公里。1935年6月，潼西段工程局改为西段工程局，1936年3月局址由郑州迁至西安。1935年1月开工。1935年11月18日，中国国民党第五次全国代表大会第三次全体会议通过《限期完成陇海铁路案》。1936年12月竣工，1937年3月1日通车宝鸡，西段工程局撤销。
1935年，陇海铁路管理局建议与陕西省政府合资，修筑咸同铁路(咸阳—铜川，铜川旧称同官)支线。1936年春，陇海铁路管理局初测后，提出线路走向甲乙两个方案。杨虎城与铁路部门共同主张确定乙线方案。1942年春，咸同铁路修成，解决了同官煤炭外运。
1938年3月，陇海铁路总局从郑州迁至西安。1939年5月成立宝天咸铜工程处，安置疏散来的员工764人，就已有的人力、物力先做些开凿隧道及部分桥涵工程，没有全面的施工计划。
1940年，国民政府计划将陇海线由宝鸡向西展筑至天水（北道埠），并计划同时勘测兰新线。据1941年初步计划，宝天路预计两年内完工，预算法币3亿元。“即隧道一项，每公尺需五千元，计全部二万一千公尺，需一亿元。平地工程，每公里需一百二十九万元，即需一亿九千万元。”而1941年的全国铁路工程经费，却只有3.36亿余元。陇海铁路工程处陆续招工17000余人准备全面开工。但国民政府又拟全力以赴赶修滇缅铁路，未将宝天路列入1942年度预算之内，遂将招募的工人遣散。
又以玉门一带又发现油矿为由，1942年1月在天水成立宝天铁路工程局。凌鸿勋为局长兼总工程师。并计划修筑宝天铁路的同时，着手勘测兰（州）新（疆）线，迅速获得玉门的石油资源，加强对新疆的控制，便利到苏联的西北国际大通道。宝天铁路按照陇海干线的统一的技术标准设计，采用千分之十限制坡度、300米曲线半径。新任交通部长曾养甫曾主办浙赣铁路与钱塘江大桥工程，却全力反对宝天铁路，认为宝天路注定是财务无底洞。适逢1942年河南大旱灾，宝天铁路所用民工以灾民工赈为主，曾养甫又提出降低工程标准来省钱。“屡次要宝天铁路降低标准，尽量爬高坡、用便道、用便桥、筑陡岸、减少车站，省工省款。”宝天段铁路工程复杂艰巨，是陇海铁路线上最困难的一段，虽只有153公里，但沿途要穿越隧道126个，涵洞610多个，大小桥梁97座，隧道总长达20516m。1943年3月16日，交通部以工款不足为由，要求停建宝天铁路。行政院院会通过提案，下令停工。半个月之后，兼任行政院院长的蒋介石从“抗战建国”国家战略，推翻部院决议，手令复工。“工地千里内，无一洋灰厂，则就近设厂自制一种所谓代用水泥”。200余米长的伯阳段隧道“纯用青砖砌成”。全线路基没有打夯，“虚填等待自然沉落，一般要两三年后，路基才能坚实”。十万余根枕木用秦岭采伐的杂木蒸制代用。钢轨却完全依靠搜集沦陷区路轨。大后方规模最大的大渡口钢铁厂，只能小量轧制轻便铁路使用的8公斤轻轨。凌鸿勋回忆：“新钢轨是没有希望买到的。除了拆下几个陇海铁路车站的多余岔道外，大半还是靠人到河南省前线的乡间，把从前撤退时所拆下的轨条，经埋在地下或由沿线老百姓暂为收藏的，一根一根发掘出来或收买下来，用人工搬到最近的铁路车站，再装车西运。至于配件，则大部分还是靠自己装配”“轻重长短不一，配件不齐”。只能牺牲平地路段钢轨质量，着重抓曲线、桥梁与隧道等重要路段的钢轨质量，力求“类型规格一致，锻造异形鱼尾钣互相连接，保持轨面水平”。最困难的是桥梁钢材，沦陷前疏散的各种钢梁规格不一，只好搭成各种危桥：“孟家塬大桥，因缺乏钢梁，将湖南衡阳沦陷前夕拆除的钢梁运来，拼凑架设，结果三孔桥，就架设着大小不同的三棂钢梁。”由于法币的严重通货膨胀，1942年全国铁路建设经费共法币9.59亿元，宝天铁路占1.38亿元；1943年宝天路预算4.9亿元，全国铁路建设总预算9.93亿。1944年宝天铁路预算翻四倍为35亿元，行政院只核准7亿元，拨款到位更是拖拉，蒋介石手谕四联总处垫款，但银行认为宝天铁路是财务无底洞抗命不拨款。1944年4月宝天铁路改为无偿征发徭役施工：由甘肃省第四行政督察专员（天水行署专员）胡受谦从陇南11县义务征调民工36250人，自备口粮，不支薪饷，无偿修路，宝天铁路工程局只包料不包工。宝天铁路原计划铺轨至天水东关，设天水西站；在北道埠设总站；因跨越渭河问题，铺轨止于北道埠，天水总站改称天水火车站，当时只建有3间票房。从1939年5月至1945年12月，忽停忽建，用了近7年时间勉强于1945年11月12日接轨。1946年元旦在天水火车站举行通车典礼，甘肃省政府主席谷正伦莅临剪彩。陇海铁路管理局在天水设立办事处，先后设置了宝天车务段、宝天电务段、宝天警务独立分段，宝天机务车房在拓石，葡萄园工务总段下设林家村、固川、拓石、葡萄园、伯阳五个工务段。当时设18个车站：福临堡、林家村、固川、坪头、石门（后改颜家河）、东沟（后改东口）、胡店、柿树林、石家滩、拓石、凤阁岭、建河、葡萄园、元龙、渭滩、伯阳、社棠、天水（北道埠）。宝天铁路“桥梁多系高架，涵洞大抵深长，路堑之深者达35公尺，路堤之高者达39公尺。最大坡度不连折减率为百分之一，最小弯道半径为230公尺。”但通车后，这段铁路塌方断道事故不断发生，一年实际通车时间不足4个月。1946年夏季全线塌方l20处，坍塌土石方43万余立方，清理7个月，至年底才重新通车。1947年塌方42万余立方。1949年塌方64万立方。被称为陇海铁路的‘盲肠’“宝天段瞎胡闹，不塌方就断道；平板车卖客票，啥时开车不知道”。其原因主要在于这里地质复杂，选线限定在渭河北岸，没有做地质勘探，采取深路堑、高路堤、短隧道、小桥涵等措施，线路穿行在断裂带等不良地质区，加之不适当的工程措施诱发了古滑坡复活。淩鴻勛在回忆录对建设宝天铁路反思：“我们很了解当时政府拿出一面抗战一面建设的口号，原是给后方人民一种鼓励，并使敌人知我确有长期抗战的决心。在库收日绌，军费庞大之时，在后方兴建大工程，自然是缓不济急之事。所以那时政府诸公，对于宝天铁路的看法，各有不同。在决策方面，认为这条铁路对开发西北给西北军民一个希望是很有作用的，必定要赶快兴筑完成。但在财政当局，则以为此路不能应战事的需要，所需工款太巨，如纸币无限制地发行，将更加速法币的贬值，不如索性停工。”
1940年2月，交通部设立天成（天水成都）铁路工程局，凌鸿勋为局长兼总工程师。对川康路线（成都-雅安-康定）进行勘测，同时对成都到西昌的路线勘测。1943年开始对甘新铁路勘测；接着又勘测了兰（州）宁（夏）铁路、甘（肃）青（海）铁路。
1946年3月宝天铁路工程局改为天水铁路工程局，负责陇海铁路天水兰州段的建设。1946年5月天兰铁路开工。胡受谦任天兰铁路工赈处长，调动沿线25个县70万民工。1949年初停工，1949年3月天水铁路工程局改为“陇海区铁路管理局天兰工程处”。

### 线路改造
1949年为阻止解放军西进，宝鸡至林家村一线破坏，将东沟以西14座桥涵炸毁，致使宝天段铁路全线瘫痪。
1949年8月3日天水解放，8月7日中国人民解放军第一野战军第一兵团司令员王震到天兰铁路工程处看望代理处长刘宝善，勉励铁路职工修铁路支援解放战争。1949年8月18日，中国人民解放军天水军事管制委员会交通接管处派出李昭明、赵青山等9名军代表，前往天水西站接收陇海铁路管理局宝天铁路工程处和天兰铁路工程处。9月中央军委铁道部郑州铁路局西安分局派出李伯海、李宪平等正式接收天兰工程处，定名为郑州铁路管理局西安分局天兰工程处。主要任务是抢修宝天铁路和为天兰铁路复工做准备。由于宝天铁路始终未能正式行车，基本处于瘫痪状态。1950年春，遵照毛泽东“人民军队要参加国家经济建设”号召，西北军政委员会主席彭德怀下达了修筑宝鸡到天水段铁路的命令。中国人民解放军第十九兵团第六十四军（军长曾思玉、政委王昭）和陕西军区部队奉命移师秦陇山地、渭河两岸，开始修建宝天铁路。1950年5月1日经政务院批准，合并北道埠铁工厂、机械厂、机务段、宝天工程处，在天水组建成立了西北铁路干线工程局（简称西干局），第一任局长兼政委王世泰。6月西干局成立运输管理科，负责宝鸡以西铁路的临时生产运输业务管理。西北干线局设宝天工程处负责本段改善工程的设计与施工，军工、路工合计达5.5万人。西干局只管线路的测量、设计、发包、验收，不承担施工任务，除一小部分由局工程处负责施工外，大量工程由私商承包。施工8个月，全线完成土石方400余万方。1950年初冬施工部队第六十四军奉命赴朝参加抗美援朝战争，至此施工部队伤病1086人。仅第六十四军有533位战士伤病，56人牺牲。西干局从安康、商洛、天水、定西四个地区各组织了1000多人，共计4000多人的民工队伍。1950年底西北军政委员会制定了《西北区1951年动员民工修建铁路实施方案》，提出1951年内宝天铁路畅通，天兰铁路的天水至甘谷段通车，此次施工实行社会救济、以工代赈，共动员组织31222名民工，历经7个月完成任务，宝天线终于顺利通车。1952年初，中共中央西北局书记、西北军政委员会代主席习仲勋为宝天铁路建成而修建的宝天铁路烈士纪念碑题词“功在西北、永志不忘”。彭德怀为纪念碑题词：“中国人民解放战争历时二十二年，战争方罢即进行工业、农业、交通等各项大建设。我西北人民解放军第六十四军于一九五零年春即从事修筑工程艰巨的宝天铁路，竟于是年秋基本完成，当严冬寒风凛冽之际，又进军朝鲜参与抗美援朝战争，这些伟大而光荣的事业，中国人民将永志不忘。”1986年，时任中共中央政治局委员、中央书记处书记习仲勋为宝天铁路英烈纪念馆落成题写了馆名。
1951年6月，铁道兵4000余人开赴宝鸡，参加修筑宝天铁路一期改建工程。1954年7月，一期改建工程结束。宝天铁路质量提高，全段列车运行时间由解放初期的12小时缩短为5至6小时，运输能力由80万吨提高到200万吨。1954年7月1日，郑州铁路管理局接管宝兰段，成立天水铁路分局。1954年8月阴雨连绵，水害冲毁路基359处，路堑坍塌14.3万立方米，路堤冲垮69万立方米，泥石流4685立方米，中断行车1080小时。1955年1月，天水分局归属铁道部领导。1955年1月至1958年宝天铁路第二次改造工程开始，实际投资5104万元。 
1950年4月修建天水至兰州段，1952年12月19日铺轨至兰州西站:586，1953年7月全线通车。  
1955年开始兴建郑州、兰州、徐州、西安、宝鸡等枢纽工程；1956-1970年郑州至宝鸡段改建为复线。因三门峡水库工程贺家庄至临潼段改线，全长214公里，新建24站，1958年10月开工，1960年7月基本通车，1961年因钢轨供应问题既有线莲花寺段仍沿用。灵宝、阌乡、高柏、潼关、柳枝、华州、赤水、渭南、零口、新丰镇站迁至新址，陕县、常家湾、盘豆镇、阌底、七里村、富中、下营站随旧线废弃，新建三门峡西、阳店、故县、豫灵、孟塬、华山、罗敷站。1980年郑州至商丘复线建成。
宝天铁路1958至1962年、1963至1965年、1966至1980年先后进行了4次改造工程。1975年蒸汽双机牵引运输能力600万吨，达到饱和状态，成为西北大通道的“卡脖子”区段。1975年对宝天段进行电气化改造，1980年12月5日宝天电气化铁路正式通车，运输能力提高两倍；牵引定数上行由1700吨提高到2600吨，下行由1400吨提高到2400吨；列车速度提高44％。1981年特大水害，使宝天铁路遭受到严重损害，被迫实施黄龙渠改线、葡萄园站西改线、伯阳渭滩间改线。据不完全统计，1985年至2009年，宝天铁路共发生滑坡3次，泥石流3次，中断行车88小时。
陇海铁路西段的宝鸡至兰州段508公里电气化改造于1984年4月通车。宝兰段电气化后，机车牵引定数、列车通过对数都有很大提高，并取消了天水限制口。
郑州至宝鸡段680公里电气化改造于1986年12月通车。同时从日本购置6K型电力机车，用于郑宝段电气化牵引。
2000年1月10日，宝兰段新增二线工程始建，东起宝鸡车站东闸口，西至兰州东站西闸口，全长487公里，特大桥22座、大桥67座、隧道108座，桥隧总长106.89公里，占全线总长的 22%。宝兰二线与民国时建成的宝兰一线相比，技术指标有了质的飞跃。2003年6月通车。其中宝兰二线宝天段，全长126千米，穿越88座桥梁，53座隧道，线路总长占全线的四分之一，但投资占全线的近二分之一。宝兰二线开通后，新老线共设福临堡、坊塘堡、晁峪、东口、马家湾、新拓石、新建河、元龙、社棠、天水、石家滩、颜家河、坪头、固川14个车站，关闭林家村、胡店、柿树林、渭滩、伯阳、小川6个车站。
郑徐段的电气化改造于2006年8月28日完成。东段的电气化改造于同年12月28日开工。东段西起徐州市，经邳州、新沂、东海，东至连云港市，线路全长223.954km，国铁干线I级，双线，限制坡度0.4%，最小曲线半径500米，到发线长1050米。胶新铁路、新长铁路分别在新沂西、新沂站接轨，形成“十字”交叉。该区段于1994年到1998年增建二线。该区段的电气化改造工程总投资14.3亿元，2006年开工，2009年10月完成。列车牵引定数由4000吨提高到5000吨。旅客列车行车速度由原来的120公里／小时提高到160公里／小时。
2015年，西安局重新选址，改建宝天段病害路段，彻底根治病患——陇海铁路（宝天段）灾害治理改线工程即在原有线路一侧修建一段6.2公里的新线，其中新建花道石崖特大桥、塬安坪隧道、渭河渭滩特大桥、白家庄特大桥。
2017年12月，陇海线连云港东-连云段增建二线，以满足连云港港连云港区不断增长的货物吞吐量需要。2019年，利用陇海线连云港至连云段的连云港市郊铁路项目开工。
2022年5月16日，长宽各24米、重65吨的钢棚架吊装成功，陇海铁路南北崖隧道出口柔性钢棚洞工程圆满完工，标志着世界最大跨度铁路柔性钢棚洞正式建成。
2022年8月，隴海鐵路東行線天水至寶雞段K1371至K1385改線工程正式動工，工程包括新建隧道上跨既有隧道1处，新建橋樑上跨既有隴海鐵路東行線1处，1处与既有线路平交，设计起止点与既有线路接駁。工程完成後，将停用原有的13.1公里既有線，東行列車會改經新建的9.4公里新線，列车最高时速亦将由目前的60-70km/h大幅提高至140km/h。
2024年1月18日，历时17个月建设的陇海铁路上行线宝天段社棠至元龙站改线铁路，比原计划通车日期提前半年顺利开通。项目位于甘肃省天水市麦积区，新建线路全长9.486公里，废弃既有铁路长13.164公里。主要工程内容包含：1.37公里路基；1.58公里桥涵，其中568.15米特大桥一座、3座大桥计789.7米、3座中桥计206.31米以及4座计142.1米的涵洞；隧道及明洞6.53公里；轨道铺设9.48公里，其中无砟轨道3.51公里。

## 沿途省份和主要城市(自东向西)
- 江苏省：连云港、徐州
- 安徽省：宿州
- 河南省：商丘、开封、郑州、洛阳、三门峡
- 陕西省：渭南、西安、咸阳、宝鸡
- 甘肃省：天水、定西、兰州

## 交汇铁路
- 新长铁路：新沂站
- 京沪铁路：徐州站
- 符夹铁路：夹河寨站
- 京九铁路：商丘南站
- 京广铁路：郑州站
- 焦柳铁路、洛湛铁路、洛宜铁路：洛阳站
- 同蒲铁路：华山站
- 西康铁路、宁西铁路、包西铁路、侯西铁路：新丰镇站
- 咸铜铁路：咸阳站
- 宝成铁路、宝中铁路：宝鸡站
- 天平铁路：天水站
- 兰青铁路、兰新铁路、包兰铁路：兰州站